# تاریخ معاصر
تاریخ معاصر (به انگلیسی:Contemporary history)، در تاریخ‌نگاری انگلیسی زبان، زیرمجموعه‌ای از تاریخ مدرن است. تاریخ معاصر دوره تاریخی خود را از حدود ۱۹۴۶ میلادی شروع می‌کند و به حال ختم می‌شود. تاریخ معاصر یا زیرمجموعه ای از دوره مدرن متاخر یا یکی از سه زیرمجموعه اصلی تاریخ مدرن در کنار دوره مدرن اولیه و اواخر دوره مدرن یا همان دوره مدرن متأخر است. در علوم اجتماعی، تاریخ معاصر با ظهور پست مدرنیته پیوسته و مرتبط است.
تاریخ معاصر از نظر سیاسی تحت سلطه جنگ سرد (۱۹۹۱–۱۹۴۷) بین ایالات متحده و اتحاد جماهیر شوروی بود. تأثیرات تاریخی جنگ سرد را در سراسر جهان می‌توان دید. این رویارویی که عمدتاً از طریق جنگ‌های نیابتی و از طریق مداخله در سیاست داخلی کشورهای کوچکتر انجام می‌شد، در نهایت با انقلاب‌های ۱۹۸۹ و انحلال اتحاد جماهیر شوروی در سال ۱۹۹۱ میلادی پایان یافت. پیامدهای پایان جنگ سرد، دموکراتیزه‌ شدن بسیاری از اروپا، آفریقا و آمریکای لاتین را ممکن ساخت. در خاورمیانه، دوره پس از سال ۱۹۴۵ میلادی تحت تسلط درگیری‌های مربوط به کشور جدید اسرائیل و ظهور سیاست‌های نفتی و همچنین رشد اسلام‌گرایی در دهه ۱۹۸۰ میلادی بوده‌است. اولین سازمان‌های فراملی دولتی، مانند سازمان ملل متحد و اتحادیه اروپا، در دوره پس از ۱۹۴۵ میلادی ظهور کردند و امپراتوری‌های استعماری اروپایی در آفریقا و آسیا تا سال ۱۹۷۵ میلادی فروپاشیدند.
در کشورهای غربی و در نیمه دوم سده بیستم میلادی، ظهور پادفرهنگ‌ها رشد و افزایش یافت و انقلاب جنسی روابط اجتماعی را در بین دهه‌های ۱۹۶۰ و ۱۹۸۰ میلادی تغییر داد. نمونه این تغییر را می‌توان در اعتراضات ۱۹۶۸ میلادی مشاهده کرد. استانداردهای زندگی در سراسر جهان توسعه یافته به دلیل رونق اقتصادی پس از جنگ‌های جهانی به شدت افزایش یافت. ژاپن و آلمان غربی هر دو به عنوان اقتصادهای فوق‌العاده قوی ظاهر شدند. فرهنگ ایالات متحده، به ویژه فرهنگ مصرف‌گرایی، به‌طور گسترده در جهان گسترش یافت. در دهه ۱۹۶۰ میلادی، بسیاری از کشورهای غربی شروع به فرایند صنعتی‌زدایی کرده بودند و جهانی شدن منجر به پیدایش مراکز مالی یا صنعتی جدیدی در آسیا شد. ژاپن، چهار ببر آسیایی هنگ کنگ، سنگاپور، کره جنوبی و تایوان و بعدها چین پس از اصلاحات اقتصادی در عرصه اقتصاد جهانی به عنوان بازیگرانی نو ظهور شناخته می‌شوند.
علم پس از سال ۱۹۴۵ میلادی پیشرفت‌های جدیدی کرد. پروازها و رقابت‌های فضایی، فناوری هسته‌ای، فناوری لیزر و نیمه‌رساناها در کنار زیست‌شناسی مولکولی و ژنتیک، فیزیک ذرات و مدل استاندارد نظریه میدان کوانتومی همگی در این دوره تاریخی توسعه یافتند. در همین دوره بود که اولین رایانه‌ها و به دنبال آن اینترنت ظهور کرد و عصر اطلاعات آغاز شد.